# Campionats d'Europa de ciclisme en pista de 2017
Els Campionats d'Europa de ciclisme en pista de 2017 se celebren a Berlín (Alemanya) del 18 al 22 d'octubre de 2017.
Les competicions es realitzen al Velòdrom de Berlín. En total es competeixen en 23 disciplines, 12 de masculines i 11 de femenines.
En aquests campionats forma part de les proves el Campionat d'Europa de mig fons darrere motocicleta que s'havia disputat externament. També debuta el madison en categoria femenina.

## Resultats

### Masculí
| Prova                 | Or                                                                                                  | Argent                                                                                               | Bronze |
| Quilòmetre            | Jeffrey Hoogland                                                                                    | Joachim Eilers                                                                                       | Quentin Lafargue                                                                                               |
| Keirin                | Maximilian Levy                                                                                     | Shane Perkins                                                                                        | Andrii Vynokurov                                                                                               |
| Velocitat individual  | Sébastien Vigier                                                                                    | Jeffrey Hoogland                                                                                     | Denis Dmitriev                                                                                                 |
| Velocitat per equips  | França · Benjamin Edelin · Sébastien Vigier · Quentin Lafargue                                      | Alemanya · Robert Förstemann · Maximilian Levy · Joachim Eilers                                      | Països Baixos · Jeffrey Hoogland · Harrie Lavreysen · Matthijs Büchli · Roy van den Berg (q) · Sam Ligtlee (q) |
| Persecució individual | Filippo Ganna                                                                                       | Ivo Oliveira                                                                                         | Domenic Weinstein                                                                                              |
| Persecució per equips | França · Louis Pijourlet · Corentin Ermenault · Florian Maitre · Benjamin Thomas · Thomas Denis (q) | Itàlia · Liam Bertazzo · Filippo Ganna · Francesco Lamon · Simone Consonni · Michele Scartezzini (q) | Rússia · Alexander Evtushenko · Mamyr Stash · Dmitriy Sokolov · Alexey Kurbatov · Sergey Shilov (q)            |
| Cursa per punts       | Alan Banaszek                                                                                       | Niklas Larsen                                                                                        | Maximilian Beyer                                                                                               |
| Madison               | França · Florian Maitre · Benjamin Thomas                                                           | Dinamarca · Niklas Larsen · Casper Pedersen                                                          | Polònia · Wojciech Pszczolarski · Daniel Staniszewski                                                          |
| Scratch               | Adrien Garel                                                                                        | Krisztián Lovassy                                                                                    | Roman Gladysh                                                                                                  |
| Òmnium                | Albert Torres                                                                                       | Julius Johansen                                                                                      | Benjamin Thomas                                                                                                |
| Cursa per eliminació  | Gerben Thijssen                                                                                     | Maksim Piskunov                                                                                      | Rui Oliveira                                                                                                   |
| Mig Fons              | Alemanya · Franz Schiewer                                                                           | Països Baixos · Reinier Honig                                                                        | Alemanya · Stefan Schäfer                                                                                      |

### Femení
| Prova                 | Or                                                                                | Argent                                                                                         | Bronze                                                                            |
| 500 metres            | Miriam Welte                                                                      | Pauline Grabosch                                                                               | Daria Shmeleva                                                                    |
| Keirin                | Kristina Vogel                                                                    | Simona Krupeckaitė                                                                             | Liubov Bassova                                                                    |
| Velocitat individual  | Kristina Vogel                                                                    | Mathilde Gros                                                                                  | Daria Shmeleva                                                                    |
| Velocitat per equips  | Rússia · Anastasiia Voinova · Daria Shmeleva                                      | Alemanya · Miriam Welte · Kristina Vogel · Pauline Grabosch (q)                                | Països Baixos · Kyra Lamberink · Shanne Braspennincx · Hetty van de Wouw (q)      |
| Persecució individual | Katie Archibald                                                                   | Justyna Kaczkowska                                                                             | Silvia Valsecchi                                                                  |
| Persecució per equips | Itàlia · Elisa Balsamo · Tatiana Guderzo · Letizia Paternoster · Silvia Valsecchi | Regne Unit · Katie Archibald · Elinor Barker · Manon Lloyd · Emily Kay · Eleanor Dickinson (q) | Polònia · Justyna Kaczkowska · Katarzyna Pawłowska · Daria Pikulik · Nikol Płosaj |
| Cursa per punts       | Trine Schmidt                                                                     | Gulnaz Badykova                                                                                | Tatsiana Sharakova                                                                |
| Madison               | Regne Unit · Elinor Barker · Eleanor Dickinson                                    | Irlanda · Lydia Boyland · Lydia Gurley                                                         | Països Baixos · Amy Pieters · Kirsten Wild                                        |
| Scratch               | Trine Schmidt                                                                     | Tetyana Klimchenko                                                                             | Evgueniya Augustinas                                                              |
| Òmnium                | Katie Archibald                                                                   | Kirsten Wild                                                                                   | Elisa Balsamo                                                                     |
| Cursa per eliminació  | Kirsten Wild                                                                      | Evgueniya Augustinas                                                                           | Maria Giulia Confalonieri                                                         |

## Medaller
| Posició | País          | Or | Plata | Bronze | Total |
| 1       | Alemanya      | 5  | 4     | 3      | 12    |
| 2       | França        | 5  | 1     | 2      | 8     |
| 3       | Regne Unit    | 3  | 1     | 0      | 4     |
| 4       | Països Baixos | 2  | 3     | 3      | 8     |
| 5       | Dinamarca     | 2  | 3     | 0      | 5     |
| 6       | Itàlia        | 2  | 1     | 3      | 6     |
| 7       | Rússia        | 1  | 4     | 5      | 10    |
| 8       | Polònia       | 1  | 1     | 2      | 4     |
| 9       | Bèlgica       | 1  | 0     | 0      | 1     |
| 9       | Espanya       | 1  | 0     | 0      | 1     |
| 11      | Ucraïna       | 0  | 1     | 3      | 4     |
| 12      | Portugal      | 0  | 1     | 1      | 2     |
| 13      | Hongria       | 0  | 1     | 0      | 1     |
| 13      | Lituània      | 0  | 1     | 0      | 1     |
| 13      | Irlanda       | 0  | 1     | 0      | 1     |
| 16      | Belarús       | 0  | 0     | 1      | 1     |
| Total   | Total         | 23 | 23    | 23     | 69    |